# 鈦鐵尖晶石
鈦鐵尖晶石（英語：或 ulvite）是一種鐵鈦氧化物礦物，分子式為：Fe2TiO4或TiFe2+2O4。 為棕至黑金屬色的立方晶系的晶石，莫氏硬度為 5.5 至 6。它與磁鐵礦 Fe3O4.一樣屬於尖晶石族礦物.
鈦鐵尖晶石在高溫和還原條件下與磁鐵礦形成固溶體，一些玄武岩-輝長岩岩漿能結晶出鈦鐵尖晶石的顆粒。 在岩漿冷卻過程中，鈦鐵尖晶石易於被氧化成磁鐵礦和鈦鐵礦，所產生的鈦鐵礦在磁鐵礦形成明顯的片狀紋理。 這種紋理曾一度被解釋為鈦鐵礦和磁鐵礦之間的固溶體，直到 Buddington 和 Lindsley于1964 年，在岩石學雜誌（第5冊，第310-357頁）發表，根據實驗室資料，這種紋理是由氧化反應所造成。 此結果對研究板塊構造很重要，因為磁鐵礦是研究岩石古地磁的主要依據。
鈦鐵尖晶石最早由 Fredrik Mogensen (1904-1978) ，於1943年從瑞典翁厄曼蘭的Ulvö群島的一個玄云岩層狀侵入體中發現的。該地區是自 17 世紀以來一直開發鐵、鈦和釩的礦區 .鈦鐵尖晶石在含鈦磁鐵礦礦床中很多。在金伯利岩、含鐵玄武岩中，並且在月球玄武岩中也被找到過。